# Microporella lineata
Microporella lineata är en mossdjursart som beskrevs av Canu och Bassler 1929. Microporella lineata ingår i släktet Microporella och familjen Microporellidae. Inga underarter finns listade i Catalogue of Life.